# Новая Александровка (Мензелинский район)
Новая Александровка — поселок в Мензелинском районе Татарстана. Входит в состав Кузембетьевского сельского поселения.

## География
Находится в восточной части Татарстана на расстоянии приблизительно 16 км на запад-юго-запад по прямой от районного центра города Мензелинск.

## История
Основан в первой половине XIX века.

## Население
Постоянных жителей было: в 1859 — 58, в 1884—123, в 1897—182, в 1906—223, в 1913—236, в 1920—228, в 1926—169, в 1938—171, в 1949—202, в 1958—117, в 1970 — 89, в 1979 — 64, в 1989 — 45, в 2002 — 70 (русские 62 %, татары 37 %), 57 в 2010.